# 西李观音庙
西李观音庙，位于山西省临汾市洪洞县辛村乡西李村，创建于元末明初，仅存正殿和献亭。正殿三间硬山顶，献亭单间四柱十字歇山顶，两座建筑屋檐相抵。。西李观音庙已公布为洪洞县文物保护单位。